# Kotajärvi (sjö i Finland, Päijänne-Tavastland)
Kotajärvi är en sjö i Finland. Den ligger i kommunen Heinola i landskapet Päijänne-Tavastland, i den södra delen av landet, 140 km norr om huvudstaden Helsingfors. Kotajärvi ligger 84,7 meter över havet. I omgivningarna runt Kotajärvi växer i huvudsak blandskog. Arean är 1,03 kvadratkilometer och strandlinjen är 14,01 kilometer lång. Sjön  ingår i Kymmene älvs huvudavrinningsområde. 